# Provincia dell'Avana
La provincia dell'Avana è stata una delle province di Cuba, con L'Avana. Dal 1º gennaio 2011 il suo territorio è stato diviso tra le nuove province di Artemisa e Mayabeque.

## Comuni
La provincia dell'Avana era suddivisa in 19 comuni.
| Comune                   | Popolazione (2004) | Superficie (km²) | Localizzazione          | Note |
| ------------------------ | ------------------ | ---------------- | ----------------------- | ---- |
| Alquízar                 | 29616              | 193              | 22.806667°N 82.582778°W |      |
| Artemisa                 | 81209              | 690              | 22.813611°N 82.763333°W |      |
| Batabanó                 | 25664              | 187              | 22.724722°N 82.289722°W |      |
| Bauta                    | 45509              | 157              | 22.991944°N 82.549167°W |      |
| Bejucal                  | 25425              | 120              | 22.932778°N 82.386944°W |      |
| Caimito                  | 36813              | 238              | 22.957778°N 82.596389°W |      |
| Guanajay                 | 28429              | 113              | 22.930556°N 82.687778°W |      |
| Güines                   | 68951              | 445              | 22.847778°N 82.023611°W |      |
| Güira de Melena          | 37838              | 178              | 22.802222°N 82.504722°W |      |
| Jaruco                   | 25658              | 276              | 23.042778°N 82.009167°W |      |
| Madruga                  | 30640              | 464              | 22.916389°N 81.856944°W |      |
| Mariel                   | 42504              | 269              | 22.993889°N 82.753889°W |      |
| Melena del Sur           | 20445              | 227              | 22.781667°N 82.148333°W |      |
| Nueva Paz                | 24277              | 515              | 22.763333°N 81.758056°W |      |
| Quivicán                 | 29253              | 283              | 22.824722°N 82.355833°W |      |
| San Antonio de los Baños | 46300              | 127              | 22.888889°N 82.498611°W |      |
| San José de las Lajas    | 69375              | 591              | 22.968056°N 82.155833°W |      |
| San Nicolás              | 21563              | 242              | 22.781944°N 81.906667°W |      |
| Santa Cruz del Norte     | 32576              | 376              | 23.155833°N 81.926389°W |      |